# Liste der Monuments historiques in Beaufort-en-Argonne
Die Liste der Monuments historiques in Beaufort-en-Argonne führt die Monuments historiques in der französischen Gemeinde Beaufort-en-Argonne auf.

## Liste der Objekte
| Bezeichnung                | Beschreibung | Standort                           | Kennzeichnung | Schutzstatus | Datum | Bild |
| -------------------------- | --- | ---------------------------------- | ------------- | ------------ | ----- | ---- |
| Skulptur Heilige Katharina | Holz, farbig gefasst, 18. Jahrhundert                                                                                      | in der Kirche Ste-Catherine (Lage) | PM55001572    | Inscrit      | 1998  |      |
| Krankenziborium            | Silber, 18. Jahrhundert | in der Kirche Ste-Catherine (Lage) | PM55001332    | Classé       | 2000  |      |
| Skulptur Heilige Magdalena | Holz, farbig gefasst, 18. Jahrhundert                                                                                      | in der Kirche Ste-Catherine (Lage) | PM55001574    | Inscrit      | 1998  |      |
| Kelch, Patene und Ziborium | Silber und Messing, versilbert, Anfang des 19. Jahrhunderts; im Centre départemental d’art sacré in Saint-Mihiel deponiert | in der Kirche Ste-Catherine (Lage) | PM55001571    | Inscrit      | 1993  |      |
| Kelch                      | Silber, um 1786 | in der Kirche Ste-Catherine (Lage) | PM55001137    | Classé       | 1996  |      |
| Skulptur Heilige Barbara   | Holz, farbig gefasst, 18. Jahrhundert                                                                                      | in der Kirche Ste-Catherine (Lage) | PM55001573    | Inscrit      | 1998  |      |